# Journal of Biological Education
Journal of Biological Education (JBE) is een internationaal, aan collegiale toetsing onderworpen wetenschappelijk tijdschrift over onderwijs op het gebied van de
biologie.
De naam wordt in literatuurverwijzingen meestal afgekort tot J. Biol. Educ. Het verschijnt 4 keer per jaar.